# Perissomastix titanea
Perissomastix titanea är en fjärilsart som beskrevs av László Anthony Gozmány. Perissomastix titanea ingår i släktet Perissomastix och familjen äkta malar. Inga underarter finns listade i Catalogue of Life.